# Spatikarpa
Spatikarpa (lat. Spathicarpa), rod  vazdazelenih trajnica iz porodice kozlačevki dio tribusa Spathicarpeae, potporodica Aroideae. 
Postoje tri priznate vrste iz južnog Brazila, sjeverne Argentine, Bolivije, Paragvaja i Urugvaja

## Vrste
1. Spathicarpa gardneri Schott
2. Spathicarpa hastifolia Hook.
3. Spathicarpa lanceolata Engl.; DC. & A. DC.

## Sinonimi
- Asterostigma integrifolia Madison; Phytologia 35(2): 101 (1976) (1977)

## Vanjske poveznice
|  | Zajednički poslužitelj ima još gradiva o temi Spathicarpa |
|  | Wikivrste imaju podatke o taksonu Spathicarpa             |